# Balázsfalvi paktum
Balázsfalvi paktum, szerződés vagy egyezmény néven ismert az a megállapodás, amelyet 1687. október 27-én írt alá Lotharingiai Károly császári hadvezér és I. Apafi Mihály erdélyi fejedelem. A megállapodás a császári csapatok ellátásáról és annak fejében az Erdélyi Fejedelemség önállóságának garantálásáról szólt.

## Előzményei
1687. augusztus 12-én a Szent Liga Lotharingiai Károly által vezetett hadereje döntő győzelmet ért el az Oszmán Birodalom hadserege felett. A törökök Buda visszavételére indultak, de a császári sereg eléjük ment és a mohácsi csata helyszínéhez közel vállalták a csatát. A győzelem után a hadvezetés nem tudott megegyezni a további célokról, ezért Nándorfehérvár ostroma helyett téli szállásaikra vonultak. A császári csapatok az 1686-os Haller-féle diploma alapján Erdélyben kívántak telelni. Az 1686-os teleltetés Erdélynek akkora áldozatába került, hogy Apafi igyekezett elkerülni a következő évit.

## Az egyezmény

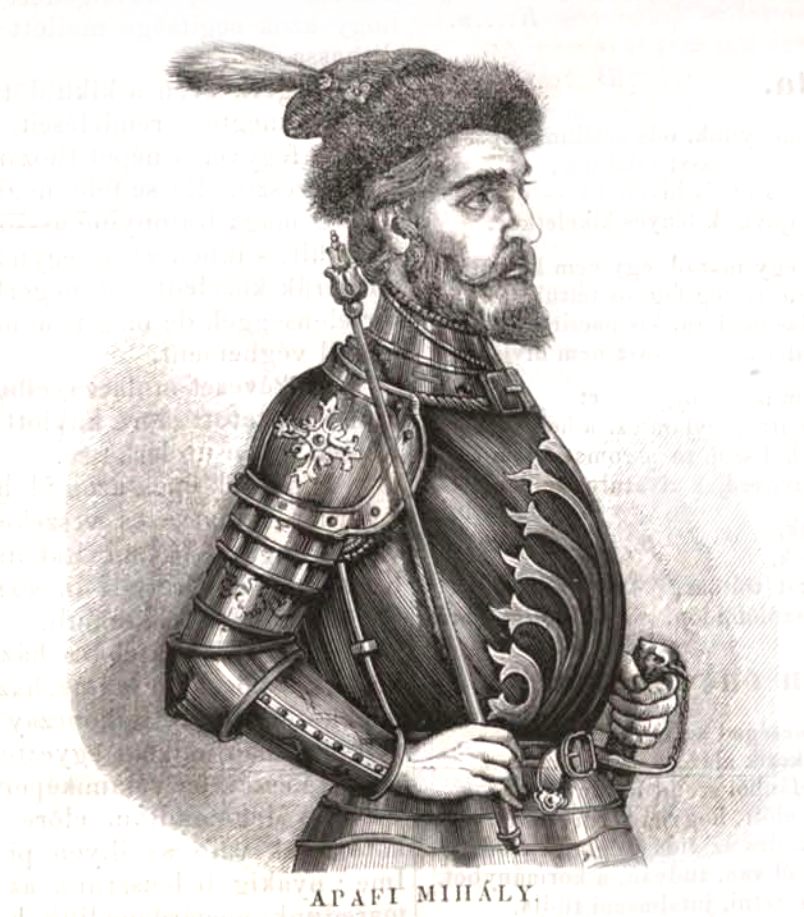
Apafi Mihály

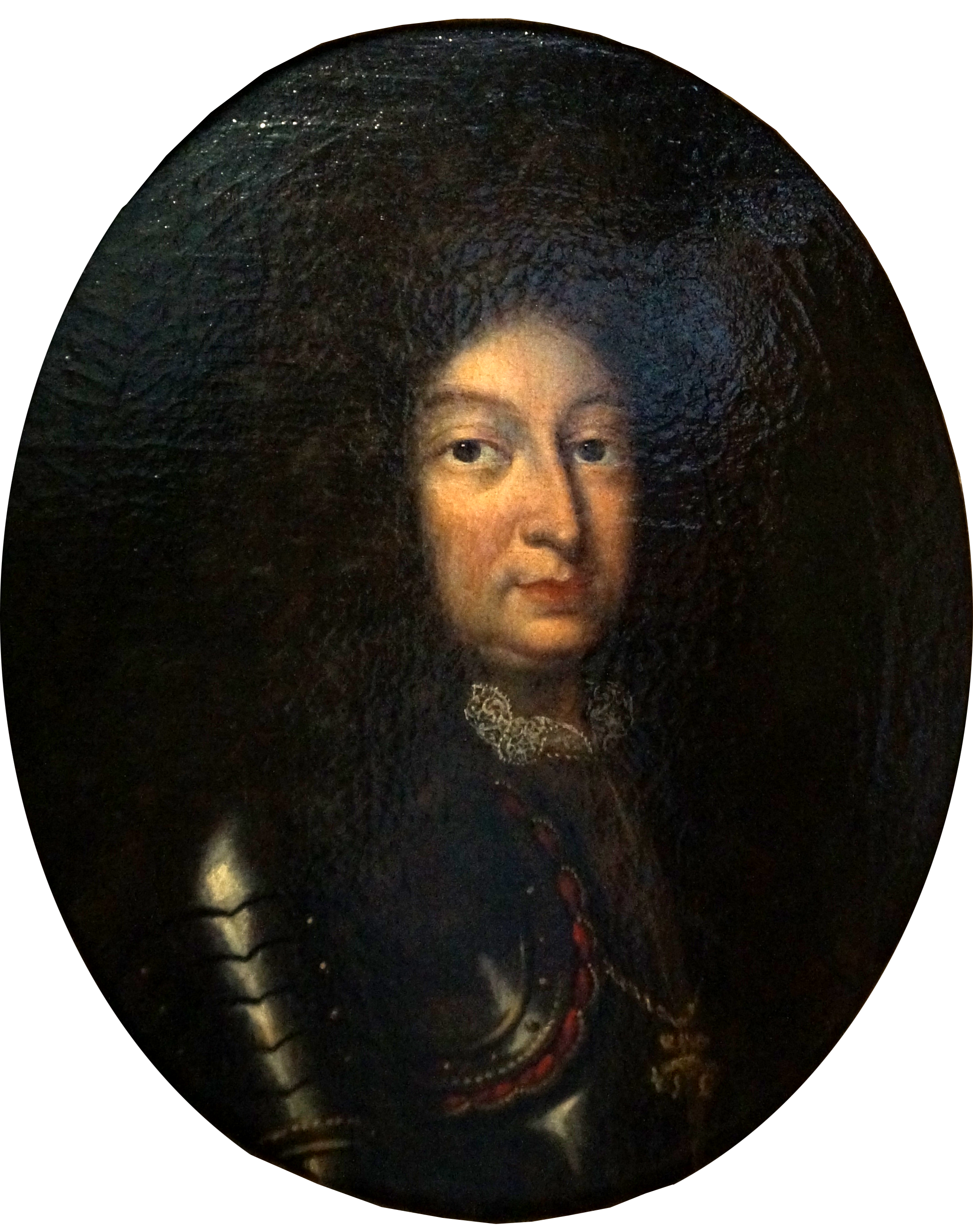
Lotharingiai Károly

Lotharingiai Károly azonban Nagyharsány alól egyenesen Erdélybe vonult. Somlyó, Kolozsvár és Szamosújvár elfoglalása után tárgyalásba bocsátkozott Apafi követeivel. Károly elsősorban a hadseregét kívánta élelmezni és nem hódítási szándékkal érkezett. A tárgyalások ezért arról folytak, hogy Erdély a katonatartásért mit kap cserébe. Károly garantálta Apafi önállóságának fenntartását az ellátmányért, mindez az előző évi Haller-féle diploma alapján az abban vállalt kötelezettségek teljesítésének számított. Apafi ismét felesküdött a császárra, elismerte a korona jogát Erdélyre.
Erdély vállalása:
- 700 000 tallér kifizetése,
- 66 000 köböl[1] búza,
- 120 000 köböl zab,
- 144 000 mázsa[2] széna,
- 500 000 kéve szalma,
- 40 000 mázsa hús,
- 7000 hordó bor.

Károly vállalásai:
- a kormányzás önállósága a jövőben is (Apafi utódja idején is),
- a belügyekre és Erdély gazdaságára „semmilyen igény nem formáltatik”,
- ingyenmunkára nem kényszerítik a jobbágyokat,
- a lakosságnak nem esik bántódása.

## Következményei
A paktum nyílt katonai uralom alapját teremtette meg, amely ellen Bethlen Miklós emlékirattal fordult a császári udvarhoz. Bécsben nem fogadták el a paktumot, illetve a vállalt garanciáit, Lotaringiai Károlyt visszarendelték, helyére Antonio Caraffát nevezték ki főparancsnoknak, aki már 1688 májusára elérte, hogy Erdély a fogarasi deklarációval csatlakozzon Magyarországhoz. Ezt a pozsonyi országgyűlés alapján mondták ki, amely kimondta a Habsburg dinasztia örökös jogát Szent István koronájára. A balázsfalvi paktumban foglalt önállóságot azonban az 1691-es Diploma Leopoldinum visszaállította. A korona jogának kimondása miatt sok történész ezt a pillanatot tekinti az önálló Erdély végének. Ez azonban vitatható megállapítás, mivel az önállóság nem azonos a függetlenséggel és Erdély még legalább néhány évig folytatott önálló de nem független politikát. Az bizonyos, hogy a fejedelmi kormányzat mozgástere erősen beszűkült, és az elkerülhetetlen bukás már látható volt. De még nem zárult le az a kérdés, hogy Erdély milyen formában lesz a Habsburg Birodalom része.